# Родничок (ансамбль)
«Родничок» — детский образцовый ансамбль танца имени заслуженного работника культуры РФ Галины Павловны Шелякиной Липецкого областного центра культуры и народного творчества. Ансамбль лауреат всероссийских и международных конкурсов.

## История
В 1969 году во Дворце культуры профсоюзов им. 50-летия Октября Г. П. Шелякина создала пионерский ансамбль танца «Родничок». 8 марта 1970 года состоялся первый концерт её воспитанников. В 1972 году её ансамблю присвоено почётное звание «образцовый». Ансамбль ездит на Международные фестивали в ГДР, Югославию, участвует в ряде концертных программ Центрального телевидения: «Народное творчество», «На балу у Золушки». Ансамбль получил звание Лауреата Всероссийского фестиваля народного творчества, Почетную грамоту Министерства культуры РФ, Гран-при регионального фестиваля хореографии. В 1995 году по инициативе общественных организаций Липецка в знак особой значимости и признательности ансамблю «Родничок» было присвоено имя его руководителя — Г. П. Шелякиной. В 2004 году к 35-летию «Родничка» был основан Межрегиональный фестиваль детских хореографических коллективов "В гостях у «Родничка», который проводится раз в два года и принимают участие детские и юношеские коллективы до 18 лет включительно. Коллективам присваивается звание Лауреата I, II, III степени вручаются дипломы, памятные призы и специальные дипломы. Из ансамбля «Родничок» вышла заслуженный работник культуры РФ Е. Н. Сорокина, которая сейчас является балетмейстером «Родничка».

## Описание
Основной репертуар это русский танец. Многие постановки сделаны на липецком местном материале, воспевающем красоту липецкого края («Липецкий сувенир», «Романовская игрушка», «Русская ярмарка» и др.). Также есть молдавские, венгерские, танцы народов Севера России, белорусская полька и другие. Ансамбль обладатель медали Министерства просвещения ГДР, золотой и серебряной медалей Т. Ноербаура Общества германо-советской дружбы и Министерства культуры, Лауреат Международного фестиваля «Радость Европы» (Югославия), Гран-при регионального фестиваля хореографии «Бал в Изумрудном городе». Приглашался на Центральное телевидение в программы «Народное творчество», «На балу у Золушки» (ведущий А. Билль), выступали на ВДНХ и других концертных площадках. В настоящее время в «Родничке» занимаются более 200 ребят от пяти до 16 лет.

## Основной танцевальный репертуар
- «Липецкий сувенир»,
- «Романовская игрушка»,
- «Русская ярмарка»,
- «Русский фольклорный»,
- «Деревенская кадриль»,
- «Веселые пингвины»,
- «Трудяги-муравьишки»,
- «Мульти-пульти».